# Бедолья, Норберто
Норбе́рто Па́оло Бедо́лья Муньосле́до (исп. Norberto Paolo Bedolla Muñozledo; род. 1 января 2006) — мексиканский футболист, защитник клуба «Америка».

## Клубная карьера
Бедолья — воспитанник клуба «Атлетико Морелия», УАНЛ Тигрес и «Америка».

## Международная карьера
В 2023 году в составе юношеской сборной Мексики Бедолья выиграл юношеском Кубке КОНКАКАФ в Гватемале. На турнире он сыграл в матчах против сборных Кюрасао, Гватемалы, Никарагуа, Сальвадора, США и Панамы. 
В том же году Бедолья принял участие в юношеском чемпионате мира в Индонезии. На турнире он сыграл в матчах против команд Германии, Венесуэлы, Новой Зеландии и Мали.

## Достижения
Международные
 Мексика (до 17)
- Победитель Юношеского кубка КОНКАКАФ — 2023